# مصطفى تشاكر
مصطفى تشاكر 10 مارس 1936 في البليدة كان أحد مجاهدي الثورة الجزائرية
ولاعب الاتحاد الرياضي الإسلامي بالبليدة. التحق بصفوف جبهة التحرير الوطني للمشاركة في الثورة الجزائرية عام 1956واستشهد عام 1959.

## نشأته
ولد مصطفى تشاكر يوم 10 مارس 1936 بمدينة البليدة وهو إبن أحمد و بوفريدي نفيسه، تربى في أحضان عائلة ميسورة الحال ذات مبادئ إسلامية بمنطقة العقبة الحمراء بالبليدة، كان يزاول دراسته بالمدرسة القرآنية و كان يشتغل إسكافيا إلى جانب والده لكن عشقه لكرة القدم جعله يلتحق بصفوف الإتحاد الرياضي الإسلامي البليدة حيث كان يلعب كجناح أيسر إلى جانب مجموعة من الشهداء.

## نشاطه أثناء الثورة
بعد قرار توقيف كل النشاطات الرياضية في الجزائر، إلتحق مصطفى بصفوف جيش التحرير الوطني سنة 1956 بالولاية الرابعة، بحث كان مسؤولا عن الناحية الثانية، ظل يكافح ضد الإستعمار الفرنسي حتى استشهد في ساحة الميدان سنة 1959.

## تكريم
تم تسمية ملعب البليدة بـمصطفى تشاكر سنة 2001 تخليذا لروحه و عرفانا بما قدمه من تضحيات للجزائر ولمدينة البليدة.
وكان ملعب مصطفى تشاكر معقلا للمنتخب الوطني الجزائري لعدة سنوات ولم يتلقى فيه إلا هزيمة واحدة من طرف منتخب الكاميرون لكرة القدم في تصفيات كأس العالم 2022 بقطر.

## أنظر أيضا

### مقالات ذات صلة
- ملعب مصطفى تشاكر
- جبهة التحرير الوطني الجزائرية
- العربي بن مهيدي
- جميلة بوحيرد
- معركة مدينة الجزائر

### روابط خارجية
- عرف معنا على قصة الشهيد مصطفى تشاكر الذي سمي الملعب المفضل للمنتخب الجزائري باسمه
- الشهيد اللاعب مصطفى تشاكر ..أيقونة ومسار الى اليوم لا تعرف عائلته أين قبره